# اوده هیشیگی جوجی گاتامه
اوده هیشیگی جوجی گاتامه (به ژاپنی: 腕挫十字固)-(به انگلیسی: Ude hishigi juji gatame) یکی از فنون و تکنیک‌های دستهٔ کاتامه-وازا رشتهٔ ورزشی جودو است که در زیردستهٔ کانستسو-وازا دسته‌بندی می‌شود.